# Potenciación a largo plazo

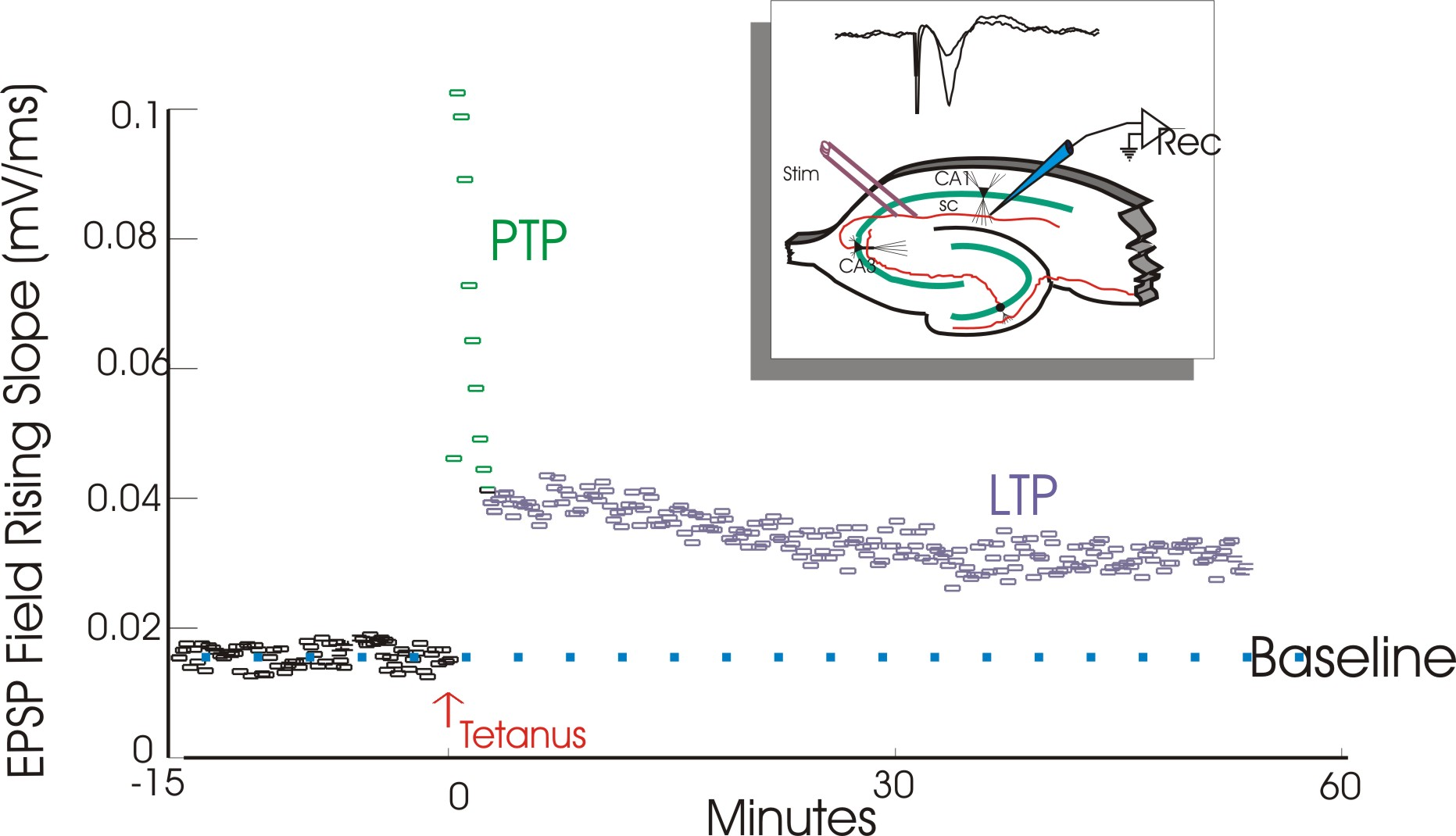
La potenciación a largo plazo (long-term potentiation o LTP) es un incremento persistente en la fuerza de la sinapsis que sigue a una estimulación de elevada frecuencia de una sinapsis química. Los estudios sobre LTP siempre se han llevado a cabo sobre rodajas del hipocampo, un órgano importante en el aprendizaje y la memoria. En estos estudios, los registros eléctricos están generados en células y son registrados en una gráfica como la de la imagen. Esta gráfica compara la respuesta a los estímulos en sinapsis que han sufrido LTP con las que no lo han hecho. Las que lo han sufrido tienden a tener respuestas eléctricas más fuertes a estímulos que otras sinapsis. El término potenciación a largo plazo viene del hecho de que este incremento en la "fuerza sináptica" o potenciación dura mucho más tiempo en comparación con otros procesos que afectan a la fuerza sináptica.

En neurociencia, la potenciación a largo plazo (long-term potentiation, o LTP en inglés) es una intensificación duradera en la transmisión de señales entre dos o más neuronas que resulta de la estimulación sincrónica de ambas.  Es uno de los varios fenómenos que subyacen a la plasticidad sináptica, la capacidad de la sinapsis química de cambiar su fuerza. Puesto que se piensa que los recuerdos están codificados por modificaciones de la fuerza sináptica, se considera ampliamente al LTP como uno de los mecanismos celulares principales que subyace al aprendizaje y la memoria.
La LTP comparte muchos rasgos con la memoria a largo plazo, haciéndola un atractivo candidato para un mecanismo celular del aprendizaje. Por ejemplo, la LTP y la memoria a largo plazo se desencadenan rápidamente, dependiendo cada una de ellas en la síntesis de nuevas proteínas, teniendo ambas propiedades de asociatividad, y pudiendo ambas durar muchos meses. La  LTP puede explicar muchos tipos de aprendizaje, desde el relativamente sencillo condicionamiento clásico presente en todos los animales, a la cognición, una forma de conducta más compleja y de alto nivel que se observa en humanos.
A nivel celular, la LTP estimula la transmisión sináptica. Mejora la capacidad de dos neuronas, una presináptica y otra postsináptica de comunicarse entre ambas a través de la sinapsis. El mecanismo molecular preciso de esta intensificación de la transmisión aún no ha sido establecido completamente, en parte porque el LTP está dirigido por múltiples mecanismos que varían entre especies y región cerebral. En la forma mejor comprendida de LTP, la intensificación de la comunicación se lleva a cabo predominantemente mediante la mejora de la sensitividad celular postsináptica a señales recibidas por la célula presináptica. Estas señales, en forma de moléculas neurotransmisoras son recibidas por receptores neurotransmisores presentes en la superficie de la célula postsináptica. La LTP mejora la sensibilidad de la célula postsináptica al neurotransmisor en gran parte por el incremento de la actividad de los receptores existentes y por el incremento del número de receptores en la superficie celular postsináptica.
La LTP fue descubierta en el hipocampo de conejo por Terje Lømo en 1966 y ha sido un tema popular de investigación desde entonces. Muchos estudios modernos sobre la LTP buscan mejorar la comprensión de su biología básica, mientras que otros persiguen establecer una conexión causal entre la LTP y el aprendizaje conductual. Otros todavía intentan desarrollar métodos, farmacológicos o de otro tipo, de estimular la LTP para que mejore el aprendizaje y la memoria. La LTP también está sujeta a investigación clínica, por ejemplo en las áreas relacionadas con la enfermedad de Alzheimer y la medicina de la adicción. 

## Historia

### Teorías tempranas de aprendizaje
Al final del siglo XIX, los científicos reconocieron de forma general que el número de neuronas en el cerebro adulto (aproximadamente 86.000 millones) no se incrementaba significativamente con la edad, lo que le daba a los neurobiólogos una buena razón para creer que las memorias no eran, por lo general, el resultado de la producción de nuevas neuronas. Con la aceptación de este concepto vino la necesidad de explicar cómo las memorias podrían formarse en ausencia de nuevas neuronas. 
El neuroanatomista español Santiago Ramón y Cajal fue uno de los primeros en sugerir un mecanismo de aprendizaje que no requería la formación de neuronas. En su Lectura Crooniana de 1894, propuso que las memorias podrían ser formadas por el fortalecimiento de las conexiones entre las neuronas existentes para mejorar la efectividad de su comunicación. La teoría Hebbiana, introducida por Donald Hebb en 1949, se hizo eco de las ideas de Ramón y Cajal, proponiendo que las células podrían generar nuevas conexiones o sufrir cambios metabólicos que potencien su habilidad para comunicarse:
Supongamos que la persistencia de una actividad repetitiva (o "señal") tiende a inducir cambios celulares duraderos que promueven su estabilidad... Cuando un axón de la célula A está lo suficientemente cerca de la célula B como para excitarla y repetidamente o persistentemente participa en su activación, algunos procesos de crecimiento o cambios metabólicos tienen lugar en una o ambas células de manera que aumentan tanto la eficiencia de la célula A, como la capacidad de excitación de la célula B.
Aunque estas teorías de formación de la memoria están ahora bien establecidas, en su tiempo fueron premonitorias: los neurocientíficos y psicólogos de finales del siglo XIX y comienzos del siglo XX no estaban equipados con las técnicas neurofisiológicas necesarias para elucidar las bases biológicas del aprendizaje en animales. Estas habilidades llegaron en la segunda mitad del siglo XX, aproximadamente en el mismo momento en el que se descubría la potenciación a largo plazo.

### Descubrimiento
La LTP fue observada inicialmente por Terje Lømo en 1966 en Oslo, Noruega, en el laboratorio de Per Andersen. Allí, Lømo condujo una serie de experimentos neurofisiológicos en conejos anestesiados para explorar el rol del hipocampo en la memoria a corto plazo.
Los experimentos de Lømo se focalizaron en las conexiones, o sinapsis, desde la vía perforante hacia el giro dentado. Estos experimentos se realizaron por estimulación de las fibras presinápticas de la vía perforante y la detección de la respuesta de una colección de células postsinapticas del giro dentado. Como se esperaba, un pulso simple de estimulación eléctrica a las fibras de la vía perforante causó un potencial postsináptico excitatorio (EPSP, del inglés "Excitatory PostSynaptic Potential) en células del giro dentado. Lo que Lømo inesperadamente observó fue que la respuesta de la célula postsináptica a este estímulo de pulso simple se podía potenciar por un largo período de tiempo si primero entregaba un tren de estímulos de alta frecuencia a la fibra presináptica. Cuando se aplicaba tal tren de estímulos, el subsecuente estímulo de pulso simple disparaba EPSPs más fuertes y prolongados en la población de células postsinápticas. Este fenómeno, por el que un estímulo de alta frecuencia podía producir un potenciamiento de largo plazo en la respuesta de la célula postsináptica, fue inicialmente llamado "potenciacion de larga duración" (en inglés, "long-lasting potentiation").
Timothy Bliss, que se unió al laboratorio de Andersen en 1968, colaboró con Lømo y en 1973 los dos publicaron la primera caracterización de la potenciación de larga duración en el hipocampo de conejo. Bliss y Tony Gardner-Medwin publicaron un trabajo similar de potenciación de larga duración en el animal despierto que aparecía en el mismo tema del trabajo de Bliss y Lømo. En 1975, Douglas y Goddard propusieron la "potenciación a largo plazo" como nuevo nombre para el fenómeno de potenciación de larga duración. Anderser sugirió que los autores eligieron potenciacion a largo plazo tal vez por su acrónimo fácilmente pronunciable, "LTP".

## Tipos
Desde su descubrimiento original en el hipocampo de conejo, la LTP ha sido observada en una gran variedad de otras estructuras neurales, incluyendo la corteza cerebral, el cerebelo, la amígdala y muchas otras. Robert Malenka, sugirió que LTP podría incluso ocurrir en todas las sinapsis excitatorias en el cerebro mamífero.
Diferentes áreas del cerebro exhiben diferentes formas de LTP. El tipo específico de LTP exhibido entre neuronas depende de un número de factores. Uno de estos factores es la edad del organismo cuando la LTP es observada. Por ejemplo, los mecanismos moleculares de LTP en el hipocampo inmaduro difiere de aquellos mecanismos que subyacen en la LTP del hipocampo adulto. Las vías de señalización usadas por una célula en particular también contribuyen al tipo específico de LTP presente. Por ejemplo, algunos tipos de LTP hipocampal dependen del receptor NMDA, otros pueden depender del receptor de glutamato metabotrópico (mGluR), mientras que otros dependen de otra molécula en conjunto. La variedad de vías de comunicación que contribuyen a la LTP y la amplia distribución de estas vías en el cerebro son razones por las que el tipo de LTP exhibido entre neuronas depende en parte a la localización anatómica en la que la LTP es observada. Por ejemplo, la LTP en la vía colateral de Schaffer del hipocampo depende de los receptores NMDA, mientras que la LTP en la vía de las fibras musgosas ("mossy fibers") es independiente de este receptor. 
La actividad pre y postsináptica requerida para inducir LTP es otro criterio por el cual LTP es clasificado. Ampliamente, esto permite la clasificación de la LTP en mecanismos Hebbianos, no Hebbianos, y anti-Hebbianos. La LTP Hebbiana (toma prestado su nombre del postulado de Hebb)requiere la despolarización simultánea pre y postsináptica para su inducción. Este tipo de LTP se resume con la frase "células que disparan juntas, permanecerán conectadas" (cabe destacar que esta frase proviene del inglés "cells that fire together, wire together", cuya traducción correcta al español carece de sentido). La LTP no Hebbiana es un tipo de LTP que no requiere tal despolarización simultánea de las células pre y postsináptica; un ejemplo de esto ocurre en la vía hipocampal de las "mossy fibers". Un caso especial de LTP no Hebbiana, la LTP anti-Hebbiana, explícitamente requiere la simultaneidad de dos procesos para su inducción: por un lado requiere la despolarización presináptica y por otro lado la hiper polarización postsináptica.
Debido a su organización predecible y LTP fácilmente inducible, la región CA1 del hipocampo se convertido en el sitio prototípico de estudio de LTP en mamíferos. En particular, la LTP dependiente del receptor NMDA en el CA1 adulto es el tipo más estudiado de LTP, y es además el centro de este artículo.

## Propiedades
La LTP dependiente del receptor de NMDA exhibe varias propiedades, incluyendo especificidad de aferencias (inputs), asociatividad, cooperatividad, y persistencia. 
Especificidad de aferencias
Una vez inducida, la LTP en una sinapsis no se propaga a otras sinapsis; más bien la LTP es específica de la aferencia. La potenciación a largo plazo es solo propagada a otras sinapsis de acuerdo a las reglas de asociatividad y cooperatividad. Sin embargo, la especificidad de aferencia de la LTP puede no ser completa a distancias cortas.
Asociatividad
La asociatividad se refiere a la observación de que cuando una estimulación débil de una vía simple es insuficiente para la inducción de una LTP, la estimulación fuerte y simultánea de otra vía inducirá LTP en ambas.
Cooperatividad
La LTP puede ser inducida ya sea por una estimulación tetánica fuerte de una vía simple a una sinapsis, o cooperativamente a través de la estimulación débil de varias. Cuando una vía en una sinapsis es estimulada débilmente, produce una despolarización postsináptica insuficiente para inducir LTP. En contraste, cuando un estímulo débil es aplicado a varias vías que convergen en una zona simple de membrana postsináptica, la depolarización postsináptica individual generada puede colectivamente depolarizar la célula postsináptica lo suficiente como para inducir LTP coopertivamente. El etiquetado sináptico, discutido después puede ser un mecanismo común sobre el que yacen la asociatividad y cooperatividad. Bruce McNaughton argumenta que cualquier diferencia entre asociatividad y cooperatividad es estrictamente semántica.
Persistencia
La LTP es persistente, durando desde varios minutos a meses, siendo esta persistencia la que separa la LTP de otras formas de plasticidad sináptica.

## Mecanismo
La potenciación a largo plazo ocurre a través de una variedad de mecanismos en todo el sistema nervioso; ningún mecanismo simple une todos los tipos de LTP. Sin embargo, para el propósito de su estudio, la LTP comúnmente se divide en tres fases que ocurren secuencialmente: potenciación a corto plazo, LTP temprana, y LTP tardía. Poco se sabe acerca de los mecanismos de potenciación a corto plazo, por lo que no será discutida aquí.
Cada fase de la LTP está gobernada por un set de mediadores, es decir pequeñas moléculas que dictan los eventos de cada fase. Estas moléculas incluyen receptores proteicos que responden a eventos afuera de la célula, enzimas que llevan a cabo las reacciones químicas dentro de la célula, y moléculas de señalización que permiten la progresión de una fase a la siguiente. Además de estos mediadores, hay también moléculas moduladoras, descritas luego, que interactúan con mediadores para alterar finamente la LTP generada en última instancia. 
Las fases temprana (E-LTP, del inglés "early-LTP") y tardía (L-LTP, del inglés "late-LTP") de la LTP están caracterizadas por una serie de tres eventos: inducción, mantenimiento, y expresión. La inducción es el proceso por el que una señal de vida corta dispara el comienzo de la LTP. El mantenimiento corresponde a los cambios bioquímicos persistentes que ocurren en respuesta a la inducción de dicha fase. La expresión implica los cambios celulares que resultan de la activación de la señal de mantenimiento. De esta manera, los mecanismos de la LTP pueden ser discutidos en términos de los mediadores que subyacen a la inducción, el mantenimiento, y la expresión de la E-LTP y la L-LTP.

### Fase temprana

#### Inducción
La inducción de LTP temprana (E-LTP, por el inglés "Early Long Term Potentiation") ocurre cuando la concentración de calcio dentro de la célula postsináptica excede el umbral crítico. En algunos tipos de LTP, el flujo de calcio hacia el interior de la célula requiere del receptor NMDA, por lo que a estos tipos de LTP se los considera NMDA-dependientes. La LTP NMDA-dependiente puede ser inducida experimentalmente aplicando trenes de alta frecuencia de estímulo a las conexiones entre dos neuronas. Un entendimiento de transmisión sináptica normal ilustra como esta estimulación tetánica puede inducir E-LTP.
Las sinapsis químicas son conexiones funcionales entre neuronas a través de todo el sistema nervioso. En una sinapsis típica, la información pasa de la primera neurona (presináptica) a la segunda neurona (postsináptica) a través de un proceso de transmisión sináptica. Mediante manipulación experimental, un estímulo no tetánico puede ser aplicado a la célula presináptica, causando que libere un neurotransmisor (típicamente glutamato) en la membrana de la célula postsináptica. Ahí, el glutamato se una a los receptores AMPA (AMPARs) incrustados en la membrana postsináptica. El receptor AMPA es uno de los principales receptores excitatorios en el cerebro, y es responsable de la mayoría de su actividad excitatoria rápida, momento a momento. La unión del glutamato al AMPAR dispara el influjo de iones sodio cargados positivamente a la célula postináptica, causando una despolarización de vida corta llamada potencial postsináptico excitatorio (EPSP).

## Potenciación a largo plazo de la sinapsis del hipocampo
La mayoría de los experimentos sobre el mecanismo de la PLP se realizan actualmente con las sinapsis de la colateral de Schaffer y las neuronas piramidales de CA1.
La PLP de la sinapsis de la colateral de Schaffer muestra varias propiedades que la convierte en un mecanismo neural atractivo para el almacenamiento de información. Primero, la PLP es dependiente del estado: el estado del potencial de membrana de la célula postsináptica determina si se desarrolla la PLP o no. Si se aparea un estímulo único en las colaterales de Schaffer ( lo que normalmente no produciría PLP) con una despolarización fuerte de la célula CA1 postsináptica, las sinapsis de las colaterales de Schaffer activadas se potencian a largo plazo. El aumento solo se produce si las actividades apareadas de las células presinápticas y postsinápticas están estrechamente ligadas en el tiempo, de modo que la despolarización postsináptica fuerte se desarrolla dentro de unos 100 ms de la liberación presináptica del transmisor.
La PLP también muestra la propiedad de la especificidad de las aferencias, esto es que la estimulación tetánica causa una modificación en las sinapsis estimuladas, de forma que estas son más eficaces. Otras aferencias sinápticas en la misma neurona que no recibieron estimulación tetánica no mostraran PLP. 
Una última propiedad importante de la PLP es la asociatividad, la estimulación débil de una vía por sí sola no desencadenaría la PLP. Sin embargo si se activa débilmente una vía al mismo tiempo que se activa con firmeza otra vecina, ambas se potencian a largo plazo.

### Mecanismos moleculares de la potenciación a largo plazo en el hipocampo

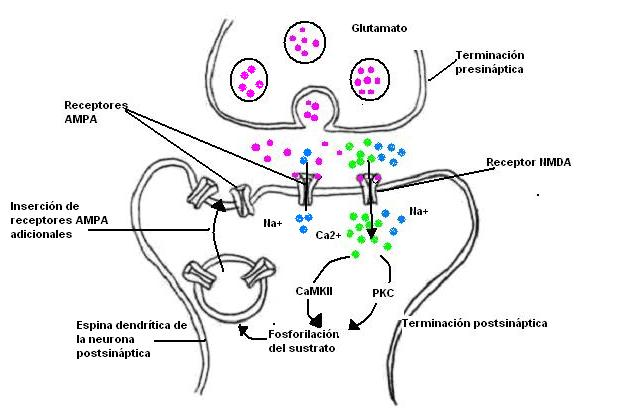
Mecanismos que subyacen a la potenciación a largo plazo.

La inducción de la PLP en la región CA1 del hipocampo depende de cuatro factores postsinápticos: despolarización postsináptica, activación de receptores NMDA, entrada de Ca2+ y activación por el Ca2+ de varios sistemas de segundos mensajeros en la célula postsináptica. Recientes estudios permitieron aclarar los mecanismos responsables de la expresión de la PLP, o sea, de qué modo esta hace que las sinapsis estén fortalecidas durante periodos prolongados. La explicación más probable es que la PLP se origina en cambios en la sensibilidad de la célula postsináptica al glutamato, las sinapsis excitadoras pueden regular dinámicamente sus receptores glutamatérgicos postsinápticos e incluso pueden agregar receptores AMPA nuevos a sinapsis “silenciosas” que no tenían receptores AMPA con anterioridad. Al parecer la expresión o el mantenimiento de la PLP se debe a esta inserción de receptores AMPA en la membrana postsináptica.
La inducción de PLP solo requiere fenómenos en la célula postsináptica, mientras que la expresión de la PLP se debe en parte a un fenómeno posterior en la célula presináptica (el aumento de la liberación de transmisor), de alguna manera de célula presináptica tiene que ser informada de que se ha inducido un PLP. Actualmente existen indicios de que o bien el calcio o bien algún segundo mensajero activado por el calcio, determina que la célula postsináptica libere uno o más mensajeros retrógrados de sus espinas dendríticas activas. Experimentos recientes proponen al óxido nítrico (NO) como posible mensajero retrogrado involucrado en la PLP.